# Будянский (посёлок)
Будянский — поселок в Рогнединском районе Брянской области в составе Шаровичского сельского поселения.

## География
Находится в северной части Брянской области на расстоянии приблизительно 17 км на север-северо-восток по прямой от районного центра поселка Рогнедино.

## История
Известен с 1920-х годов. На карте 1941 года отмечен как поселение с 14 дворами.

## Население
Численность населения: 60 человек (1926 год), 6 (русские 100 %) в 2002 году, 1 в 2010.